# Надя Делаго
Софія Ґоджа (12 листопада 1997 , Брессаноне, Трентіно-Альто-Адідже ) — італійська гірськолижниця, олімпійська медалістка.

## Виступи на Олімпійських іграх
| Рік  | Місце проведення | СЛ | ГС | СГ | ШС | КМ |
| ---- | ---------------- | -- | -- | -- | -- | -- |
| 2022 | Пекін, Китай     | —  | —  | —  | 3  | —  |

## Виступи на чемпіонатах світу
| Рік  | Місце проведення          | СЛ | ГС | СГ | ШС | КМ  |
| ---- | ------------------------- | -- | -- | -- | -- | --- |
| 2021 | Кортіна-д'Ампеццо, Італія | —  | —  | —  | 15 | DNF |